# کنی ده شپر
 کنی ده شپر (انگلیسی: Kenny de Schepper؛ زادهٔ ۲۹ مهٔ ۱۹۸۷) یک تنیس‌باز اهل فرانسه است.